# Mariama Gamatié Bayard
Mariama Gamatié Bayard (* 1958 in Maradi) ist eine nigrische Politikerin und Frauenrechtlerin.

## Leben
Mariama Gamatié Bayard machte 1976 das Baccalauréat am Lycée Kassaï in Niamey. Anschließend studierte sie Wirtschaftswissenschaft und Soziologie an der Universität Montpellier. 1985 erhielt sie ein Doktorat in Internationalen Beziehungen am Institut international des relations internationales du Cameroun. Bayard war in weiterer Folge als Beraterin in Entwicklungs- und Gender-Fragen tätig und gründete die nigrische Frauenorganisation Rassemblement Démocratique des Femmes Nigériennes (RDFN). Sie nahm an der Nationalkonferenz von 1991 teil, die den demokratischen Übergang Nigers nach dem seit 1974 herrschenden Militärregime organisierte, und leitete dort die Kommission für ländliche Entwicklung.
Am 13. Juni 1997 wurde Bayard als Ministerin für Kommunikation und Kultur und als Regierungssprecherin in die Regierung von Premierminister Amadou Boubacar Cissé unter Staatspräsident Ibrahim Baré Maïnassara berufen. Dieses Amt hatte sie bis 1. Dezember 1997 inne. Als Ministerin ließ sie ein Festival für traditionelle Musik und Tanz in Zinder veranstalten und bereitete die Liberalisierung des Telekommunikationssektors vor. Nach dem Jahr 2000 arbeitete sie für die Vereinten Nationen: unter anderem als stellvertretende Repräsentantin des UN-Generalsekretärs in Guinea-Bissau (2004–2005), als Leiterin der politischen Abteilung der UN-Aktivitäten in der Elfenbeinküste (2005–2007), für das Integrierte Büro der Vereinten Nationen in Burundi (2007–2008) und für das PNUD-Zentrum in Dakar (2008–2009). Zuletzt war Bayard für die UNESCO in Paris tätig, von wo sie 2009 nach Niger zurückkehrte. Im Oktober 2009 wurde sie bei einer Demonstration gegen Staatspräsident Mamadou Tandja krankenhausreif zusammengeschlagen. Bei den Präsidentschaftswahlen in Niger 2011 nach dem Sturz Tandjas trat sie als Kandidatin des Bündnisses unabhängiger Kandidaten für ein neues Niger (RACINN-Hadin’Kay) an, erreichte jedoch nur den letzten Platz und 0,38 Prozent der Wählerstimmen. Sie war die erste Frau, die für das Amt des Staatspräsidenten kandidierte.
Mariama Gamatié Bayard ist verheiratet und hat drei Kinder.